# Hajdú-Bihar – Bihor Eurorégió

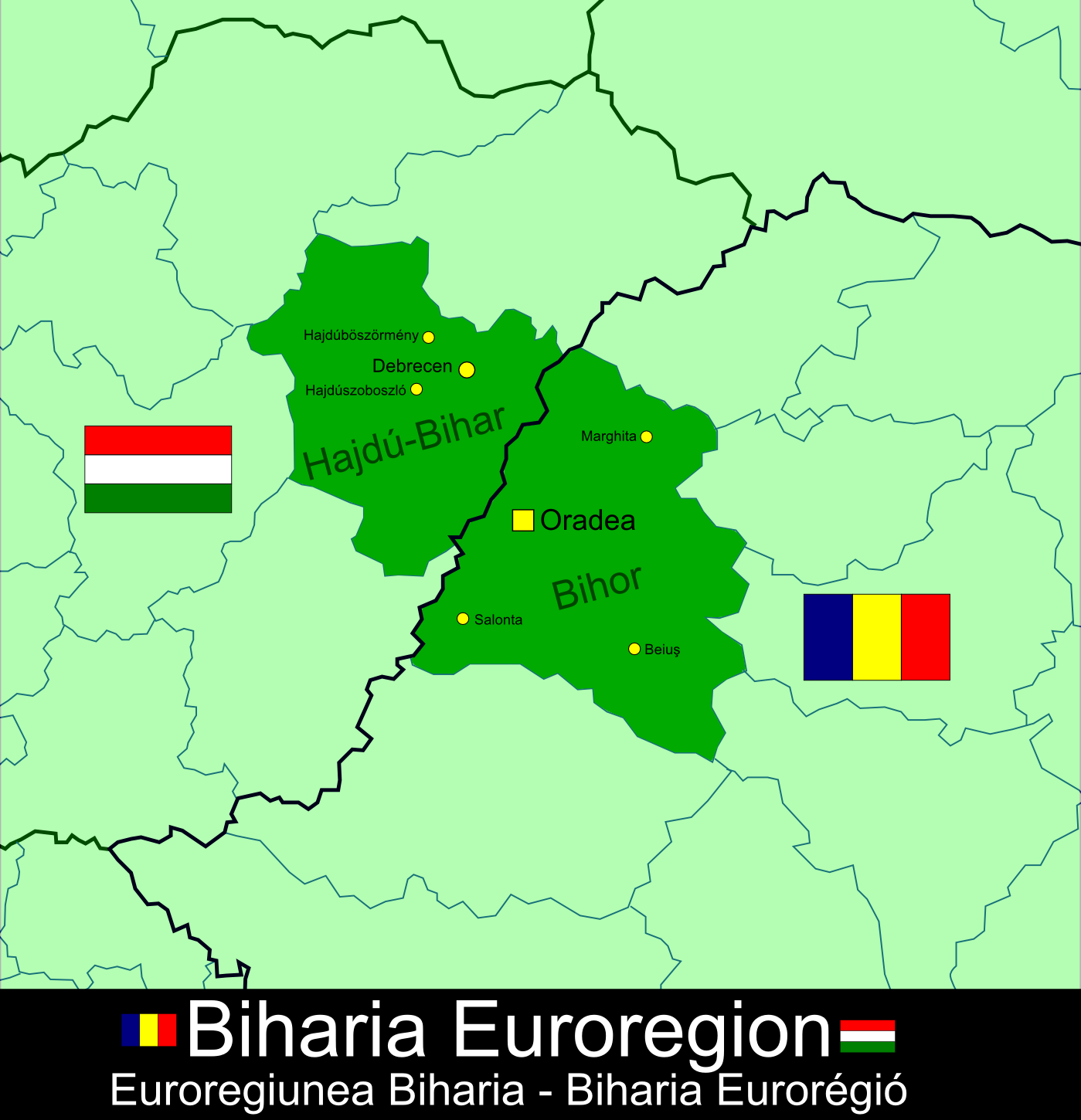
Biharia Eurorégiót alkotó megyék

A Hajdú-Bihar – Bihor Eurorégió egy eurorégió, ami a magyarországi Hajdú-Bihar vármegyét és a romániai Bihar megyét fogja össze. Az eurorégió területe egykoron Magyarországhoz tartozott, Hajdú vármegye, illetve Bihar vármegye osztozott rajta. Hajdú-Bihar vármegye egyes járásai egykoron Bihar vármegyéhez, majd 1923–1950 között Bihar megyéhez tartoztak. Az eurorégió központja és legnagyobb városa Nagyvárad (206 614 fő), második legnagyobb városa Debrecen (205 084 fő), ami alig marad le Nagyváradtól.

## Legnagyobb városok
| Város           | Népesség | Agglomeráció | Ország       |
| --------------- | -------- | ------------ | ------------ |
| Nagyvárad       | 206 614  | 260 000      | Románia      |
| Debrecen        | 205 084  | 237 888      | Magyarország |
| Hajdúböszörmény | 32 228   | N/A          | Magyarország |
| Hajdúszoboszló  | 23 695   | N/A          | Magyarország |
| Balmazújváros   | 18 615   | N/A          | Magyarország |
| Hajdúnánás      | 18 185   | N/A          | Magyarország |
| Nagyszalonta    | 18 137   | N/A          | Románia      |
| Margitta        | 17 291   | N/A          | Románia      |
| Berettyóújfalu  | 16 227   | N/A          | Magyarország |
| Püspökladány    | 16 126   | N/A          | Magyarország |
| Hajdúhadház     | 13 001   | N/A          | Magyarország |
| Belényes        | 12 089   | N/A          | Románia      |
| Székelyhíd      | 11 665   | N/A          | Románia      |
| Hajdúsámson     | 10 946   | N/A          | Magyarország |
| Élesd           | 10 852   | N/A          | Románia      |
| Érmihályfalva   | 10 317   | N/A          | Románia      |
| Vaskohsziklás   | 9 466    | N/A          | Románia      |
| Derecske        | 9 086    | N/A          | Magyarország |

## Fordítás
Ez a szócikk részben vagy egészben  a   Biharia Euroregion című angol Wikipédia-szócikk fordításán alapul.  Az eredeti cikk szerkesztőit annak laptörténete sorolja fel. Ez a jelzés csupán a megfogalmazás eredetét és a szerzői jogokat jelzi, nem szolgál a cikkben szereplő információk forrásmegjelöléseként.